# Phycosecis atomaria
Phycosecis atomaria is een keversoort uit de familie Phycosecidae. De wetenschappelijke naam van de soort is voor het eerst geldig gepubliceerd in 1875 door Pascoe.